# شهرستان ملایر
شهرستان ملایر یکی از شهرستان‌های استان همدان ایران است که دارای فرمانداری ویژه می‌باشد. ادارات ملایر هم به معاونت سازمان و ادارات کل ارتقاء پیدا کرده‌اند. مرکز این شهرستان، شهر ملایر است. این شهرستان پس از همدان بزرگ‌ترین شهرستان استان همدان است. شهرستان ملایر به دلیل داشتن زمین‌های کشاورزی گسترده، جمعیت روستایی زیادی دارد. شهرستان ملایر از شمال با شهرستان همدان، از شمال غربی با شهرستان تویسرکان و از غرب با شهرستان نهاوند در استان همدان همجوار است. همچنین این شهرستان از جنوب با شهرستان بروجرد در استان لرستان، از شرق با شهرستان خنداب و نهایتاً از جنوب شرقی با شهرستان شازند در استان مرکزی همجوار است.

## موقعیت جغرافیایی
شهرستان ملایر با وسعتی معادل ۳۴۱۰ کیلومتر مربع در جنوب شرقی استان همدان واقع شده است این شهرستان بادارا بودن ۶ شهر (ملایر، سامن، ازندریان، جوکار، زنگنه، اسلام‌شهر آق‌گل) ۴بخش (مرکزی، سامن، جوکار، زند) و ۱۵ دهستان و ۲۲۰ روستای دارای سکنه، حدود ۲۹۰٬۰۰۰ نفر را در خود جای داده است که بیش از ۱۸۱٬۰۰۰ نفر آن در شهر ملایر سکونت دارند. وسعت شهرستان نسبت به کل استان ۴۷٫۱۶ درصد، سهم جمعیتی آن نسبت به جمعیت استان ۷۰٫۱۷ درصد است.

## مردم و جمعیت
بر پایه سرشماری عمومی نفوس و مسکن در سال ۱۳۹۵ جمعیت این شهرستان ۲۹۰٬۱۳۷ نفر (در ۸۹٬۷۶۲ خانوار) بوده است.
سکندر امان‌الهی بهاروند زبان لری را به دو دسته باختری و خاوری تقسیم کرده و گویش ملایری را در کنار گویش نهاوندی و گویش بروجردی در دسته گویش‌های باختری زبان لری قرار داده است
جمعیت شهرستان ملایر به‌طور فصلی می‌باشد به‌طوری‌که در اواخر بهار و اوایل تابستان جمعیت این شهرستان رشد چشم‌گیری پیدا می‌کند که بنابر علائم سازمان نظام پزشکی ملایر تا سقف دو برابر شدن جمعیت این شهرستان نیز پیش می‌رود اما جمعیت مهاجر در جمعیت کل شهرستان و شهر حساب نمی‌شود با این وجود جمعیت شهرستان ملایر بر پایه آمار سال ۱۳۹۰ بالغ بر ۲۸۷٬۹۸۲ بوده است. شهر ملایر مرکز این شهرستان در سال ۱۳۸۵ جمعیتی برابر با ۰۰۰'۱۶۰ هزار نفر داشته است
و در استان رتبه دوم را دارد.
البته برخی منابع رسمی و غیررسمی جمعیت شهر ملایر را ۱۹۰٬۰۰۰ نفر و شهرستان ملایر را ۳۵۰٬۰۰۰ نفر در سال ۸۹ ذکر نموده‌اند که دلیل این اختلاف آمار فصلی بودن جمعیت این شهرستان است. این شهرستان با دارا بودن ۷ شهر (ملایر، سامن، ازندریان، جوکار، زنگنه، اسلام‌شهر آق‌گل، علی‌آباد دمق)، ۴ بخش (مرکزی، سامن، جوکار، زند) و ۱۵ دهستان و۲۴۰ روستای دارای سکنه حدود ۲۹۰۰۰۰ نفر را درخود جای داده است که بیش از ۱۷۰۰۰۰ نفر آن در شهر ملایر سکونت دارند.

## مردم
سیف الدوله قاجار در سفرنامه خود به ملایر ذکر می‌کند مردم ملایر از طوایف لر می‌باشند.امروزه ملایر به همراه نهاوند و تویسرکان یکی از سه شهرستان لرنشین استان همدان محسوب می‌شود، اکثریت ساکنین شهرستان لر یا لرتبار می‌باشند.که به گویش لری ثلاثی سخن می‌گویند. همچنین گروهی از مردم ترک زبانان در بخش‌هایی از روستاهای شمال شهرستان ملایر سکونت دارند.

## تقسیمات کشوری
این شهرستان شهرستانی ویژه است و به چهار بخش و شش شهر تقسیم می‌شود:
- بخش مرکزی
  - ازناو
  - دهستان جوزان
  - دهستان حرم رودعلیا
  - دهستان موزاران
  - دهستان کوه سرده
  - دهستان ترک شرقی
    - نقاط شهری: ملایر و اسلامشهر آق گل
- بخش جوکار
  - دهستان المهدی
  - دهستان ترک غربی
  - دهستان جوکار
    - نقاط شهری: ازندریان و جوکار
- بخش سامن
  - دهستان آورزمان
  - دهستان حرم رود سفلی
  - دهستان سامن
  - دهستان سفیدکوه
    - نقاط شهری: سامن
- بخش زند
  - دهستان کمازان سفلی
  - دهستان کمازان علیا
  - دهستان کمازان وسطی
    - نقاط شهری: زنگنه

در گذشته تویسرکان و نهاوند بخش‌های تابعه این شهرستان بودند که به مرور از ملایر منفک و به شهرستان ارتقا یافتند

## شهرهای ملایر

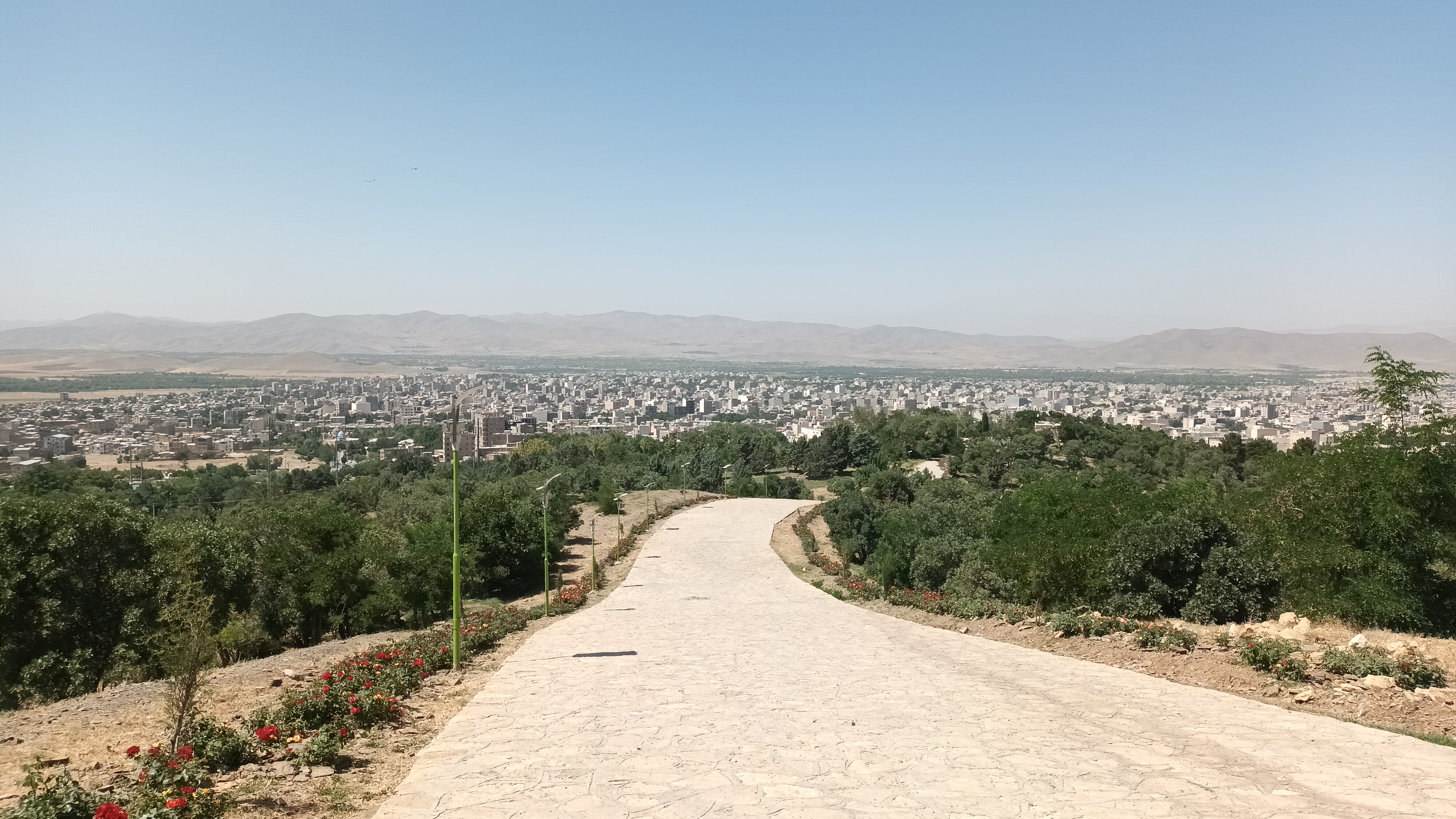
ملایر هزار پله

شهرستان ملایر دارای  ۷  شهر تابعه می‌باشد:
- ملایر: مرکز شهرستان ویژه و بزرگ‌ترین شهر
- ازندریان
- جوکار
- سامن
- زنگنه
- اسلام‌شهر آق‌گل
- علی‌آباد دمق[۴]

## کشاورزی و دامپروری
اغلب جمعیت شهرستان ملایر به کار کشاورزی اشتغال دارند. نوع کشت آبی و دیم است. مهم‌ترین محصولات کشاورزی در ملایر عبارتند از گندم، جو، بنشن، تره‌بار و چغندر قند. فراورده‌های باغی نیز عبارتند از انگور، بادام، گردو، آلبالو، زردآلو و سیب که بعضی به صورت تازه و بعضی (از جمله انگور و زردآلو) به صورت خشکبار صادر می‌گردد.
انگور مهم‌ترین محصول ملایر محسوب می‌شود که در این شهر پرورش میابد. از آن فراورده‌های متنوعی چون شیره انگور، باسلق کشمکش تهیه می‌گردد. کشمکش ملایر علاوه بر استان‌های دیگر به خارج از کشور به ویژه به اروپاخصوصا آلمان صادر می‌شود. دامپروری نیز از مشاغل مهم ساکنان ملایر به‌شمار می‌رود که بیشتر به صورت سنتی وجود داشته و در روستاها به صورت پرورش گوسفند، بز، گاو و گوساله رایج است.
همچنین شیر گاوداری‌ها به کارخانه شیر پاستوریزه همدان حمل می‌شوند. بعضی از اقلام فراورده‌های دامی به خصوص روغن، پنیر و کشک از صادرات مهم این شهرستان به‌شمار می‌آیند. از دیگر فعالیت‌های مهم در این زمینه، پرورش طیور است که گوشت آن به استان‌های خوزستان، لرستان و شهر همدان صادر می‌شود.

### تاکستان‌های ملایر
شهرستان ملایر دارای بیش از ۶۳ هزار هکتار باغ است که از این میزان ۲۰ هزار و ۷۲۳ هکتار مربوط به تاکستان‌های انگور است که سالانه با تولید بیش از ۳۵۱ هزار تن انگور رتبه اول تولید این محصول را در کشور دارد.
ملایر سه برار متوسط جهانی انگور تولید می‌کند
این شهرستان از نظر سطح تاکستان‌های انگور، در رده ۶ جهانی قرار دارد. سطح ۱۰ هزار هکتار از تاکستان‌های انگور این شهر و تولید ۲۰۵ هزار تن قطب تولید انگور استان و یکی از مناطق تولید عمده انگور کشور محسوب می‌شود.
کارشناسان سازمان جهاد کشاورزی استان همدان نیز در همین ارتباط به خبرنگار ایرنا گفت: متوسط عملکرد در هکتار باغ‌های انگور استان۱۷ هزار و ۳۰۰ کیلوگرم است و در هر هکتار از باغ‌های انگور ملایر نیز به‌طور میانگین ۲۰ تن محصول برداشت می‌شود.
مهرماه هر سال روستای مانیزان، دیار سرسبز تاک‌های زرخیز، میزبان گردشگران و مسافرانی است که مذاق خود را با طعم شیرین شیره انگور، شیرین تر کرده و خاطره‌های به‌یادماندنی را در ذهن خود حک می‌کنند.

## جاذبه‌های دیدنی

### یخچال یا یخدان
یخچال میرفتاح ملایر از آثار دوره قاجاریه در شهر ملایر در بلوار (پانزده خرداد) واقع در کشور ایران است که توسط شخصی به نام میرفتاح ساخته شده است. از ملایر که به سوی بروجرد پیش برویم، گنبدی آجری شکل به چشم می‌خورد که توسط مزارع یونجه و باغات انگور محاصره شده است. این گنبد زیبا به یخدان میرفتاح معروف است.

### تپه تاریخی نوشیجان
محوطه تاریخی نوشیجان در حدود ۲۰ کیلومتری شمال غرب ملایر در روبروی روستا شوشاب بر فراز تپه‌ای طبیعی به ارتفاع تقریبی ۳۷ متر قرار گرفته است.
عناصر این مجموعه به عنوان نخستین الگوهای معماری ایرانی در فلات قاره ایران از منحصربه‌فردترین و ارزشمندترین آثار موجود در کشور محسوب می‌گردد.
این اثر تاریخی که ابتدا به صورت تپه‌ای باستانی بود از سال ۱۳۴۶ مورد کاوش‌های باستان‌شناسی قرار گرفت و در نتیجه ۶ فصل کاوش صورت گرفته، ۳ دوره تاریخی در آن شناسایی شد.

### آرامگاه بابا حسین
در فاصله ۵۵ کیلومتری غرب ملایر و ۱۲ کیلومتری شرق مرکز دهستان سفید کوه (انوچ) در دامنه باغات روستای سیاه کمر، بنای برج‌مانندی خودنمایی می‌کند که به مقبره بابا حسین (یا ددحسین) معروف است.
این مکان، آرامگاه یکی از پیامبران بنی‌اسرائیل، حضرت یوشع بن نوح است که در گذشته مورد توجه یهودیان ساکن در منطقه بوده است. مقبره بابا حسین در سال ۱۳۷۹ به شماره ۲۷۱۱ در فهرست آثار ملی ایران به ثبت رسیده است.

### تالاب فصلی آق گل
تالاب فصلی و طبیعی آق گل در حد فاصل استان مرکزی و استان همدان در یک کیلومتری جنوب شرقی شهر اسلام‌شهر آق‌گل و۴۰ کیلومتر شمال شرق ملایر قراردارد. آب این تالاب از حوضه رودخانه قره چای در دشت کمیجان تأ مین می‌شود.
وسعت آن در حدود ۶۰۰ هکتار می‌باشد و عمق آن از ۱ تا ۶ متر متغیر است و در مسیر مهاجرت پرندگان شمالی که از روسیه، قفقاز و شبه جزیره اسکاندیناوی جذب این تالاب می‌شود قرار دارد که عمده آن‌ها از اردک، غاز، فلامینگو، مرغ باران، حواصیل و… هستند.

### کوه یزدگرد، آخرین پناهگاه یزدگرد سوم
در ۱۰ کیلومتری جاده ملایر- بروجرد نیز کوهی به نام کوه یزدگرد که آثار قلعه‌ای مخروبه بر آن هنوز باقی است، وجود دارد که در این خصوص در تاریخ آمده است یزدگرد سوم آخرین شاه ساسانی هنگامی که از اعراب در مداین شکست خورد برای تجدید قوا و جمع‌آوری لشکر به حوالی نهاوند گریخت. از آنجا که ملایر در آن زمان یکی از نواحی نهاوند بوده این نام‌گذاری بی حکمت نبوده و این مکان آخرین پناهگاه یزدگرد سوم بوده است.

### برج سامن بلندترین بنای خشتی ملایر
این برج خشتی و گلی، در محله چال خانقلی شهر سامن از توابع شهرستان ملایر واقع شده است. قدمت آن به حدود ۷۰۰ سال قبل می‌رسد و قطر پایه‌های آن در حدود ۱۵ متر است.
ارتفاع این برج در ابتدا در چهار طبقه بوده که در زمان جنگ جهانی اول در حمله روسها، طبقه بالایی آن با توپ تخریب شده است.

### شهر زیرزمینی سامن
این مجموعه سکونتگاهی در زیر معابر اصلی و منازل مسکونی در مرکز شهر سامن واقع شده است. این اثر باستانی تماماً در دل سنگ خارا (گرانیت) حفر شده و شامل معابر و تونل‌های ارتباطی است که به اتاق‌های متعددی منتهی می‌شود. در داخل این اتاق‌ها سکوهای یکپارچه‌ای از سنگ تراشیده شده که محل قرار دادن اجساد، اشیاء یا لوازم زندگی بوده است.
قلعه سلیمان خان بوربور
قلعه سلیمان خان بوربور دارای مساحتی حدود یک هکتار است. زمان ساخت آن مشخص نیست اما از کتیبه‌های داخل روستا قدمت آن به ۱۲۸۵ قمری بر می‌گردد که مربوط به اوایل حکومت قاجار است. این قلعه دارای ۱۰ برج است که هریک از دیگری ۴۵ متر فاصله دارند.

## سوغات ملایر
- قالی (ننج، میشن و جوزان)
- کشمش و انگور (ملایر)
- شیره انگور (مانیزان)
- گلونی، گیوه، ستره لری(مهدویه، تله‌جرد علیا)
- باسلق (مانیزان)
- سجوق، سبزه (جوزان)
- فتیروگردو (گماسا)
- مویز، عسل و کلوچه (کلوا)
- خیارشور (سامن)
- آلو بخارا و لواشک (طجر)
- مبل و منبت کاری سوغات شهرستان ملایر هستند. شیره انگور این شهرستان به دلیل داشتن تاکستان‌های انگور فراوان، از شهرت زیادی برخوردار است. دربارهٔ روستاهای ملایر همین بس که روستای ننج یکی از قدیمی‌ترین روستاهای این شهرستان است به‌طوری‌که در نقشه‌های قدیم ایران تنها و تنها نام این روستا دیده می‌شود و طبق گفته‌های اهالی این روستا از چندین روستا دورتر برای خرید مایحتاج زندگی خود به ننج می‌رفتند. روستای کیکله ک در انتهای رشته کوه‌های ملایر قرار دارد یکی از روستاهای بسیار قدیمی ملایر می‌باشد که نام آن توسط یزد گرد سوم که شبی را در آنجا اتراق داشت «کیکله» که در زبان لری لکی به معنای «خیمهٔ پادشاه» نام‌گذاری شد.

## صنایع
ملایر همچنان جاذبه یک شهر صنعتی را داراست، قرار گرفتن در شاهراه مواصلاتی و داشتن دانشگاه‌های متعدد در زمینه فنی و مهندسی و نیروی انسانی ماهر ملایر را دارای جاذبه صنعتی معرفی می‌کند همچنان که وجود کارخانه فروسیلیس غرب پارس، ذوب آهن ملایر، لحیم سازی، کیان کرد، تولید درب و پنجره یوپی‌وی‌سی، پتروشیمی، کارخانه سیم و کابل، کارخانه‌های بسته‌بندی و صادرات کشمش، سبزه و کارخانه‌های بافتینه و بافتسان و کارخانه کاغذ و کارتن …
و صنایع کوچک مهم در استان صنعت مبل و منبت
و دارای معادن نقره سیلیس و اورانیوم و…

### تاکستان‌های ملایر
شهرستان ملایر دارای بیش از ۶۳ هزار هکتار باغ است که از این میزان ۲۰ هزار و ۷۲۳ هکتار مربوط به تاکستان‌های انگور است که سالانه با تولید بیش از ۳۵۱ هزار تن انگور رتبه اول تولید این محصول را در کشور دارد.
ملایر سه برار متوسط جهانی انگور تولید می‌کند
این شهرستان از نظر سطح تاکستان‌های انگور، در رده ششم جهانی قرار دارد. سطح ۱۰ هزار هکتار از تاکستان‌های انگور این شهر و تولید ۲۰۵ هزار تن قطب تولید انگور استان و یکی از مناطق تولید عمده انگور کشور محسوب می‌شود. متوسط عملکرد در هکتار باغ‌های انگور استان۱۷ هزار و ۳۰۰ کیلوگرم است و در هر هکتار از باغ‌های انگور ملایر نیز به‌طور میانگین ۲۰ تن محصول برداشت می‌شود.